# Loyers
Loyers is een plaats en deelgemeente van de Belgische gemeente Namen. Loyers ligt in de provincie Namen, tot 1 januari 1977 was het een zelfstandige gemeente.

## Demografische ontwikkeling
- Bronnen:NIS, Opm:1831 tot en met 1970=volkstellingen, 1976= inwoneraantal op 31 december

Deelgemeenten: Beez · Belgrade · Boninne · Bouge · Champion · Cognelée · Daussoulx · Dave · Erpent · Flawinne · Gelbressée · Jambes · Lives-sur-Meuse · Loyers · Malonne · Marche-les-Dames · Namen · Naninne · Rhisnes · Saint-Marc · Saint-Servais · Suarlée · Temploux · Vedrin · Wépion · Wierde

Overige plaatsen: Andoy · Bomel · Bossimé · Bricniot · Brumagne · Frizet · Grognon · Gros Buisson · Herbatte · La Plante · Limoy · Mosanville · Ronet · Salzinnes · Velaine · Wartet

Belgische gemeenten · arrondissement Namen · provincie Namen · Wallonië